# Aldo Armando Cocca
Aldo Armando Cocca (Córdoba, 4 de septiembre de 1924 – Buenos Aires, 13 de agosto de 2020) fue un embajador, abogado, profesor universitario y escritor argentino. Se lo considera uno de los padres del Derecho espacial. 
Fue representante permanente plenipotenciario en las Naciones Unidas, entre 1964 y 1978; miembro del Colegio consultor de la Organización de las Naciones Unidas para la Educación, la Ciencia y la Cultura, 1965-1982; presidente de Tribunales de Arbitraje Internacional, Organización Internacional de Telecomunicaciones por Satélite, Washington, 1969-1971, 96-97; profesor de derecho espacial, Universidad de Buenos Aires, desde 1957; profesor de derecho espacial, Instituto de Derecho del Aire y del Espacio, Buenos Aires, desde 1962; profesor de cursos de doctorado en derecho internacional, Universidad de Buenos Aires, 1974-1976. Fideicomisario de la Academia Astronómica Internacional, París, desde 1986. Director del Instituto Internacional de Derecho Espacial, París, 1960-1995, honorario, desde 1995, presidente del Comité de Derecho de las Telecomunicaciones Espaciales del IBI, 1965-1969. 

## Actividad profesional
Sus escritos sobre Derecho espacial comenzaron en 1947, fecha en que fundó y presidió el Instituto Argentino de Derecho Aeronáutico y Radioeléctrico, que resultó primero en el mundo en investigar el derecho a las comunicaciones y del espacio. Autor de la primera tesis en derecho Espacial, en la Universidad de Buenos Aires, en1953. Donde presentó una síntesis de los principios del Derecho Espacial en el V Congreso Internacional de Astronáutica, Innsbruck, 1954, que se incorporaron a los tratados posteriores y un trabajo sobre la cuarta dimensión jurídica (el derecho de la humanidad). En 1957, publicó su libro “Teoría del derecho Interplanetario”.
Fue Dr. en Derecho y Cs. Sociales por la universidad Nacional de Córdoba y Dr. Honoris Causa por la misma casa de estudios. Presidente Honorario de La Asociación Interamericana de Profesores de Derecho (Washington), por haber inaugurado la enseñanza de Derecho Espacial en las naciones de América. Ofreció el primer curso de Derecho Espacial en la Argentina, en diciembre de 1957, publicado por la Universidad Nacional del Litoral al año siguiente.
En 1965 ingresó a la Academia Internacional de Astronáutica. Fue vicepresidente de la Federación Internacional de Astronáutica, y Presidente de su Comité de Relaciones Exteriores. Se incorporó a la Comisión sobre la Utilización del Espacio Ultraterrestre con Fines Pacíficos, primero como Ministro y luego como Embajador, donde se desempeñó 15 años. En 1965, inició su labor en la UNESCO. En ese mismo año también fue presidente del Grupo Espacial de Trabajo en Telecomunicaciones del Instituto Internacional de Derecho del Espacio, donde presentó anualmente un informe sobre los Problemas Legales de las Telecomunicaciones por satélites, hasta 1969. En 1965, entregó a INTELSAT (Washington) un memorándum con los enunciados a incorporar en el Acuerdo definitivo y luego recogidos en el texto final. Integró el grupo internacional de expertos de derecho a comunicarse (1973 a 1982). En 1983 publicó el primer libro sobre el tema “El Derecho a Comunicarse”.
También, se desempeñó como experto en las Naciones Unidas, en la UNESCO, la UIT, y la Oficina Intergubernamental para la Informática. En las Naciones Unidas, presentó las “XII Tablas sobre Radiodifusión Directa Mediante Satélite”, y un proyecto de acuerdo internacional, cuyos principios internacionales fueron recogidos en la resolución A/RES/37/92 de la Asamblea General. La Comisión Internacional del Estudio de los Problemas de las Comunicaciones de la UNESCO editó su trabajo: “El Derecho del Hombre a Comunicarse. Fundamentos Jurídicos”. La Unión Internacional de Telecomunicaciones, en ocasión de TELECOM 87- Simposio Jurídico, publicó “La Condición Humana en las Comunicaciones” (1987). Fue presidente (1969-71) de los Tribunales Internacionales del INTELSAT, Washington, primera corte espacial. Fue el creador del concepto jurídico “Patrimonio Común de la Humanidad”.
A su vez, fue Secretario de Cultura y Acción Social de la Municipalidad de la Ciudad de Buenos Aires, donde fue el principal impulsor del Planetario Galileo Galilei.

## Premios y Distinciones
En 1963, en el VI Coloquio Internacional de Derecho del Espacio, en la UNESCO, fue anunciado por el presidente del coloquio, el Primer Nobel Renè Bassin. En 1965, en Atenas, el Premio Mundial en Derecho del Espacio. En 1987, en Washington, Premio Hemisferio Occidental en Derecho del Espacio en las Telecomunicaciones.

## Obra

### Libros
- Los estudios universitarios del General Paz (1948)
- La primera escuela de leyes (1951)
- Teoría del derecho interplanetario (1957)
- Ginecocracia. (El gobierno de las mujeres) (1963)
- La crueldad como factor en la creación, interpretación y recepción del arte dramático (1970)
- Universo y sociedad: Progreso científico y evolución jurídica (1967)
- El derecho espacial para la gran audiencia (1970)
- La Orden de los Caballeros de Malta (1977)
- Las fundaciones. del derecho de la antigüedad al moderno derecho internacional. historia y legislación en la República Argentina (1981)
- El derecho a comunicarse (1983)

### Artículos
- Ley del sufragio femenino: antecedentes parlamentarios Ley 3.010, disposiciones complementarias (1948)
- Instrumentos internacionales : aspectos jurídicos y aportes de la diplomática (1954)
- Nacionalidad y política exterior en el pensamiento y acción de Mariano Moreno (1960)
- Tratamiento Legal de la Materia Extraterrestre (1967)
- El cosmonauta, representante de la humanidad en el espacio (1968)
- La humanidad como sujeto del derecho del espacio ultraterrestre y los cuerpos celestes (1969)
- Remote Sensing of Implications of Remote Sensing from Outer Space (1976)
- Le principe du‘Plein Dedommagement’ dans la Convention sur la responsibilite pour les dommages causes par des objets lances dans l’espace extra-atmospherique (1976)
- El espacio ultraterrestre labor de las Naciones Unidas en la codificación del espacio (1977)
- Natural Resources by Means of Space Technology: A Latin American Point of View (1989)
- El Papel de America Latina en el Derecho del Espacio Ultraterrestre (1989).
- Space Law-Latin America’s Contribution, 7 Space Policy 155 (1991).

### Teatro
- Teatro cruel (1960)
- Roma, crónica aparte (1963)
- El teatro de Juan Bautista Alberdi (1970)